# كلية هندسة الحواسيب والأتمتة (جامعة دمشق)
هندسة الحواسيب والأتمتة : قسم من كلية الهندسة الميكانيكية والكهربائية بجامعة دمشق.

## لمحة عن القسم
تأسس القسم عام 2001، يتشعب في السنة الرابعة إلى :
1. اختصاص هندسة التحكم والأتمتة.
2. اختصاص هندسة الحواسيب.

يتكون الكادر التدريسي والفني من /28/ أستاذ ومدرس و /38/ مهندس وقائم بالأعمال ومخبري .

## الدراسات العليا
يمنح القسم شهادتي الماجستير والدكتوراه في الاختصاصات الآتية :
1. ماجستير في هندسة الحواسيب وشبكاتها.
2. ماجستير في هندسة التحكم والأتمتة.
3. ماجستير في هندسة وبرمجة الروبوت.

البناء في الربيع

تم منح /4/ شهادات دكتوراه ويحضر ويتابع العمل حالياً في /6/ رسائل دكتوراه وأكثر من /36/ رسالة ماجستير في القسم.
يشرف القسم على مركز التدريب المستمر والتخصصي في مجال المعلوماتية المفتتح في الكلية والذي يهدف لربط الجامعة بالمجتمع.
يوجد في القسم العديد من المخابر منها :
البرمجيات ـ التحكم الأساسي ـ الشبكات الصناعية ـ هندسة البرمجيات ـ المتحكمات الصغرية ـ مخبر الشبكات الحاسوبية ـ بنى الحواسيب.ـ المعالجات الصغرية ـ المشاريع .
تتضمن الخطة المستقبلية للقسم إحداث المخابر الآتية:
ـ الذكاء الصنعي ـ التجهيزات المنطقية القابلة للبرمجة حقلياً (FPGA ) وتطبيقاته الحاسوبية ـطرفيات الحاسوب ـ عتاد الحاسوب ـ التحكم المتقدم .

## مقررات القسم

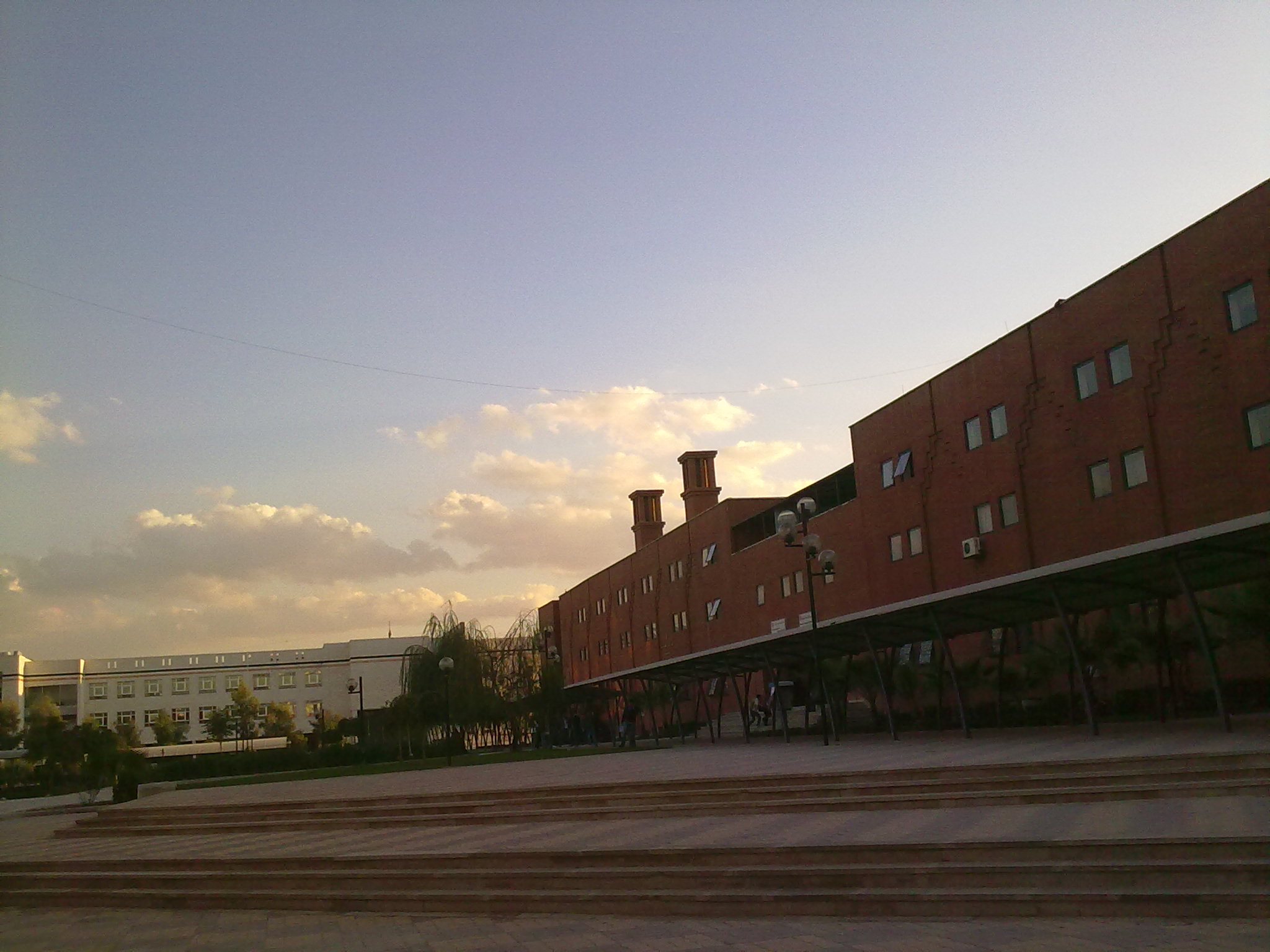
بناء هندسة الحواسيب والأتمتة في 2011

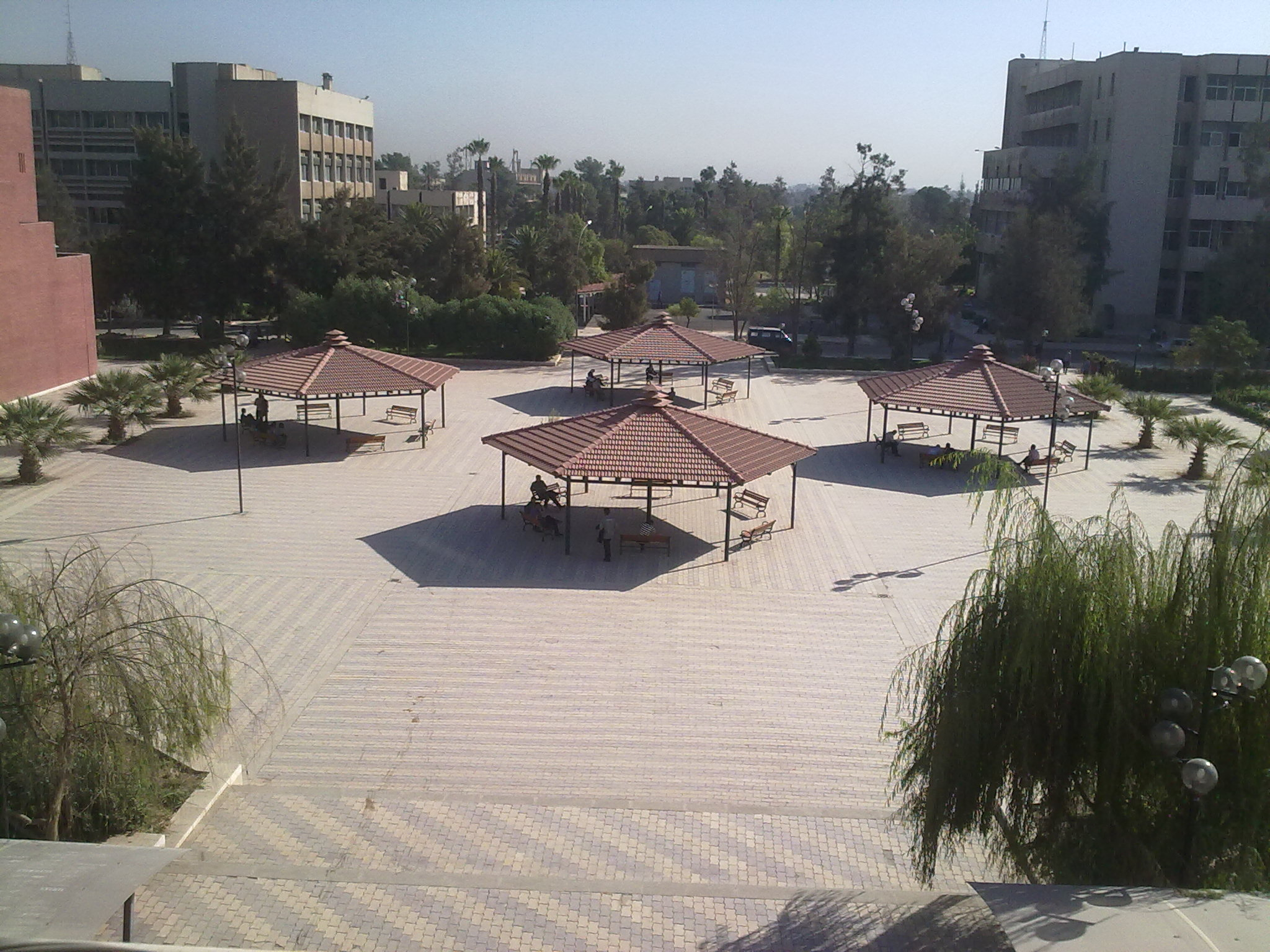
الساحة المقابلة للبناء

بناء القسم في الصيف

| سنة أولى | سنة تانية | سنة ثالثة | سنة رابعة       | سنة خامسة       |
| --- | --- | --- | --------------- | --------------- |
| فصل أول - تحليل رياضي 1 - جبر خطي - فيزياء 1 - مدخل إلى الحاسوب والبرمجة - ميكانيك هندسي - لغة أجنبية 1 - مادة الثقافة القومية. فصل ثان - *تحليل رياضي 2 - فيزياء 2 - أسس هندسة كهربائية - برمجة 1 - ورشات تخصصية - لغة أجنبية 2 - لغة عربية | فصل أول - تحليل رياضي 3 - دارات كهربائية 1 - برمجة 2 - تحليل عددي - رسم هندسي - حقول كهرطيسية - لغة أجنبية 3 (تخصصية) فصل ثان - دارات منطقية - دارات كهربائية 2 - قياسات كهربائية - أسس الكترونية - خوارزميات وبنى معطيات - رياضيات متقطعة - لعة أجنبية 4 (تخصصية) | فصل أول - دارات الكترونية 1 - نظم منطقية ورقمية - الاحتمال والإحصاء - بحوث العمليات - تحكم آلي - بنيان حاسوب فصل ثان - دارات الكترونية 2 - معالجات صغرية ونظمها - أسس هندسة الاتصالات - نظم التحكم الآلي - قياسات الكرونية - تحليل نظم | فصل أول فصل ثان | فصل أول فصل ثان |